# 颜色码 (量子计算)
颜色码（英語：Color code）是一类备受关注的拓扑量子纠错码，属于CSS码的范畴，其构造基于特定维度和着色性质的单纯复形（simplicial complex）上的几何和代数结构。这类量子码最早由赫克托·邦宾（Hector Bombin）和米格尔·安赫尔·马丁-德尔加多（Miguel Angel Martin-Delgado）在2006年左右提出。颜色码因其独特的容错特性，特别是在实现某些横向门（transversal gates）方面的潜力，而在容错量子计算研究中占有重要地位。

## 定义与构造
颜色码的构造与特定 {\displaystyle D} 维图的几何特性紧密相关。通常，这类码定义在一个满足以下两个核心条件的 {\displaystyle D} 维图上：
1. 该图是一个均匀的 {\displaystyle D} 维单纯复形，可以通过对一个 {\displaystyle D} 维单纯形（simplex）内部空间进行三角剖分来获得。
2. 该图是 {\displaystyle (D+1)} 可着色的，即图中的每个顶点可以被赋予 {\displaystyle D+1} 种颜色之一，且任意两个相邻（通过一条边连接）的顶点颜色均不相同。

在这样的几何结构上，物理量子比特通常被放置在最高维的 {\displaystyle D} 维单纯形上。稳定子生成元（stabilizer generators）则与图中特定维度的单纯形相关联。例如，一种常见的构造方式是将 {\displaystyle X} 型和 {\displaystyle Z} 型稳定子生成元分别与0维单纯形（顶点）和 {\displaystyle (D-1)} 维单纯形联系起来。满足这些构造要求的图可以通过一种称为“增肥过程”（fattening procedure）的技术来获得。
一个特别重要且易于理解的例子是二维颜色码。这类码可以构建在顶点配位数为3（3-valent，即每个顶点连接三条边）且其面可用3种颜色进行着色（3-colorable faces）的二维晶格上，例如常见的蜂巢晶格（honeycomb tiling）。在这种二维构造中，物理量子比特被放置在晶格的顶点上，而每个面（face）则对应两个稳定子生成元（一个 {\displaystyle X} 型，一个 {\displaystyle Z} 型）。
颜色码的构造也可以被视为更广义的量子pin码（Quantum Pin Codes）的一类特殊情况。

## 关键特性

### 码距与保护能力
与表面码（surface code）类似，颜色码的码距（code distance）——即其抵抗错误的能力——并非固定值，而是取决于构建该码所选用的具体晶格类型及其拓扑性质。更准确地说，码距与逻辑弦算符（logical string operators）的同调群密切相关。逻辑算符的最小权重（即构成该算符的非平凡泡利算符的数目）决定了码距，进而决定了码能够检测和纠正的错误数量。

### 横向门
颜色码在容错量子计算中的一个显著优点是其天然支持某些重要的横向逻辑门。横向门是指可以通过在构成逻辑量子比特的各个物理量子比特上独立（或以简单方式）执行相应的物理门操作来实现的逻辑门，这种特性极大地简化了容错操作的设计并有助于抑制错误的传播。特定维度 {\displaystyle D} 的颜色码能够在 {\displaystyle D} 维晶格上横向地实现位于克利福德层级（Clifford hierarchy）第 {\displaystyle (D-1)} 层的某些门。例如，某些颜色码构造可以横向实现一个绕Z轴旋转角度为 {\displaystyle -\pi /2^{D}} 的门（对于 {\displaystyle D\geq 1}，当 {\displaystyle D=1} 时对应 {\displaystyle S} 门的转角，{\displaystyle D=2} 时对应 {\displaystyle T} 门的转角）（参见文献图3）。这对于实现通用的容错量子计算至关重要，因为如 {\displaystyle T} 门等非克利福德门是超越经典计算能力的关键。

### 解码与错误特性
颜色码的解码（即根据测量到的错误症状推断最可能发生的错误并进行纠正的过程）也具有其独特性。与表面码相比，颜色码在某些解码策略下可能会受到一种称为“钩状错误”（hook errors）的特定错误类型的影响。这类错误因其在错误链的几何形状上可能呈现钩状，并且可能在不被标准症状检测程序完全识别的情况下导致逻辑错误，从而使得解码更为复杂。因此，为了实现容错解码，颜色码的解码器往往需要利用额外的“标记量子比特”（flag qubits）来辅助检测这类棘手的错误事件。

### 容错性
颜色码在更高维度下展现出优异的容错特性。例如，理论研究表明，六维（6D）颜色码可以作为一种自校正量子存储器（self-correcting quantum memory），即在一定的噪声阈值和温度条件下，它能够被动地抵抗热噪声而无需主动纠错循环。进一步地，在七维（7D）构造下，颜色码被证明可以容错地实现一套通用的量子逻辑门集。

## 与其他量子码的关系
颜色码在量子纠错码的谱系中与其他几类重要的拓扑码存在深刻的联系。
作为其父类码，颜色码可以被视为量子pin码的一类特例（参见文献第二部分的E节）。
更有趣的是颜色码与高维表面码（或称环面码）之间的“表亲”关系。研究表明，在一个 {\displaystyle D} 维闭合流形上定义的颜色码，可以通过一个局部的、常数深度（constant-depth）的克利福德电路，等效地转换为多个解耦合的 {\displaystyle D} 维表面码的副本。这一过程有时可以从规范场论的角度被理解为对颜色码中某些特定对称性进行“解规范”（ungauging）的操作。此外，研究者也开发了几种结合颜色码和表面码特性的混合型量子纠错码方案。

## 延伸阅读
- Bombin, H. . 2013. arXiv:1311.0277  [quant-ph].